# Gadaspis excisa
Gadaspis excisa är en insektsart som först beskrevs av Hall 1929.  Gadaspis excisa ingår i släktet Gadaspis och familjen pansarsköldlöss.
Artens utbredningsområde är Zimbabwe. Inga underarter finns listade i Catalogue of Life.